# Muzeum Brněnska

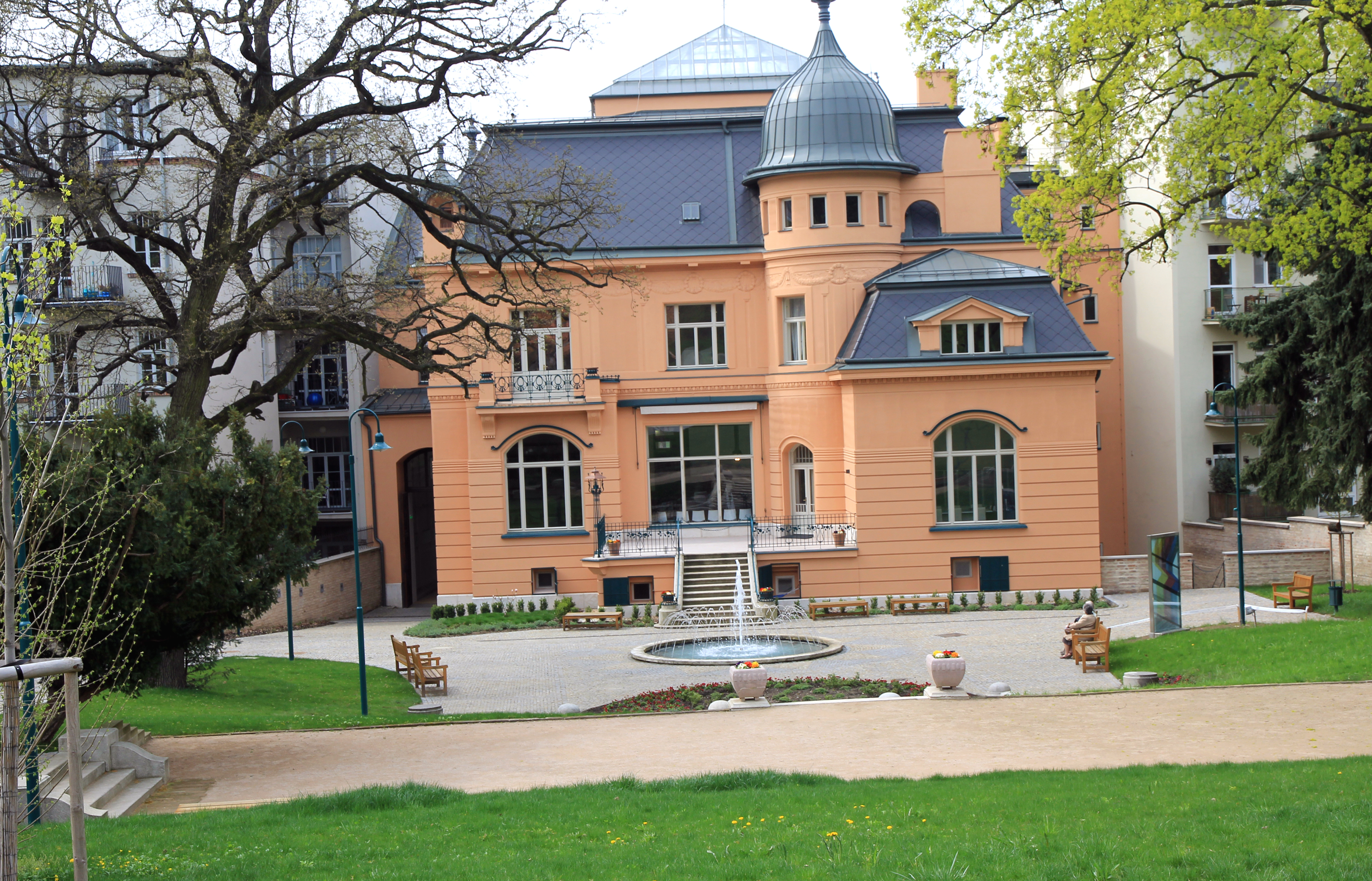
Vila Löw-Beer v Brně

Muzeum Brněnska je příspěvková organizace sdružující šest muzejních poboček v Brně a jeho okolí. Jejím zřizovatelem je Jihomoravský kraj.

## Muzeum v Ivančicích
Vznik ivančického městského muzea je datován rokem 1894. V roce 1906 vydal zdejší muzejní spolek monografii o Ivančicích, kterou napsal Augustin Kratochvíl. Od roku 1926 až do roku 1948 muzeum každoročně vydávalo ročenky s odbornými články.
V roce 1931 spolek postavil v Ivančicích pomník Jana Blahoslava. Dobrovolnická činnost muzejního spolku skončila v roce 1951, kdy se správy muzea ujal ivančický místní národní výbor.
V muzeu je vystavena například československá padesátikoruna podle návrhu malíře Alfonse Muchy, rodáka z Ivančic, která byla v oběhu v letech 1929–1944.

## Muzeum ve Šlapanicích
Šlapanické muzeum sídlí v barokní budově bývalé scholasterie na hlavním náměstí města. Budova sloužila před bitvou u Slavkova jako štáb maršála Soulta, velitele IV. francouzského armádního sboru. Ve sbírkách šlapanického muzea se mimo jiné nachází i pozůstalostní fond krajináře Aloise Kalvody, který se ve Šlapanicích narodil. Ve vestibulu muzea jsou vystaveny dva restaurované koněspřežné kočáry pocházející z přelomu 19. a 20. století.
Muzeum se ve své činnosti dlouhodobě zaměřuje na dětské návštěvníky. Ke všem výstavám jsou připravovány doprovodné programy pro rodiny s dětmi a školy, dětské dílny či herny, muzeum pořádá soutěže pro děti a spolupracuje s okolními základními a mateřskými školami.

## Památník Mohyla míru
Mohyla míru byla postavena na počest obětí Napoleonovy vítězné bitvy u Slavkova (2. prosince 1805) na návrh A. Slováka, je součástí a středem chráněné památkové zóny Slavkovské bojiště. Ve dnech státních svátků a během července a srpna je památník v noci osvětlen. V budově památníku je instalována expozice Bitva tří císařů. Slavkov / Austerlitz 1805.

## Památník písemnictví na Moravě
Památník písemnictví na Moravě je umístěn v prostorách benediktinského kláštera v Rajhradě. Jsou zde připraveny stálé expozice týkající se význačných postav moravské literatury v 19. a 20. století, pravidelně se zde konají temporární výstavy, součástí prohlídky je také interiér zrestaurované historické klášterní knihovny (cca 7 500 svazků). Často se zde konají přednášky, besedy a další doprovodné akce.

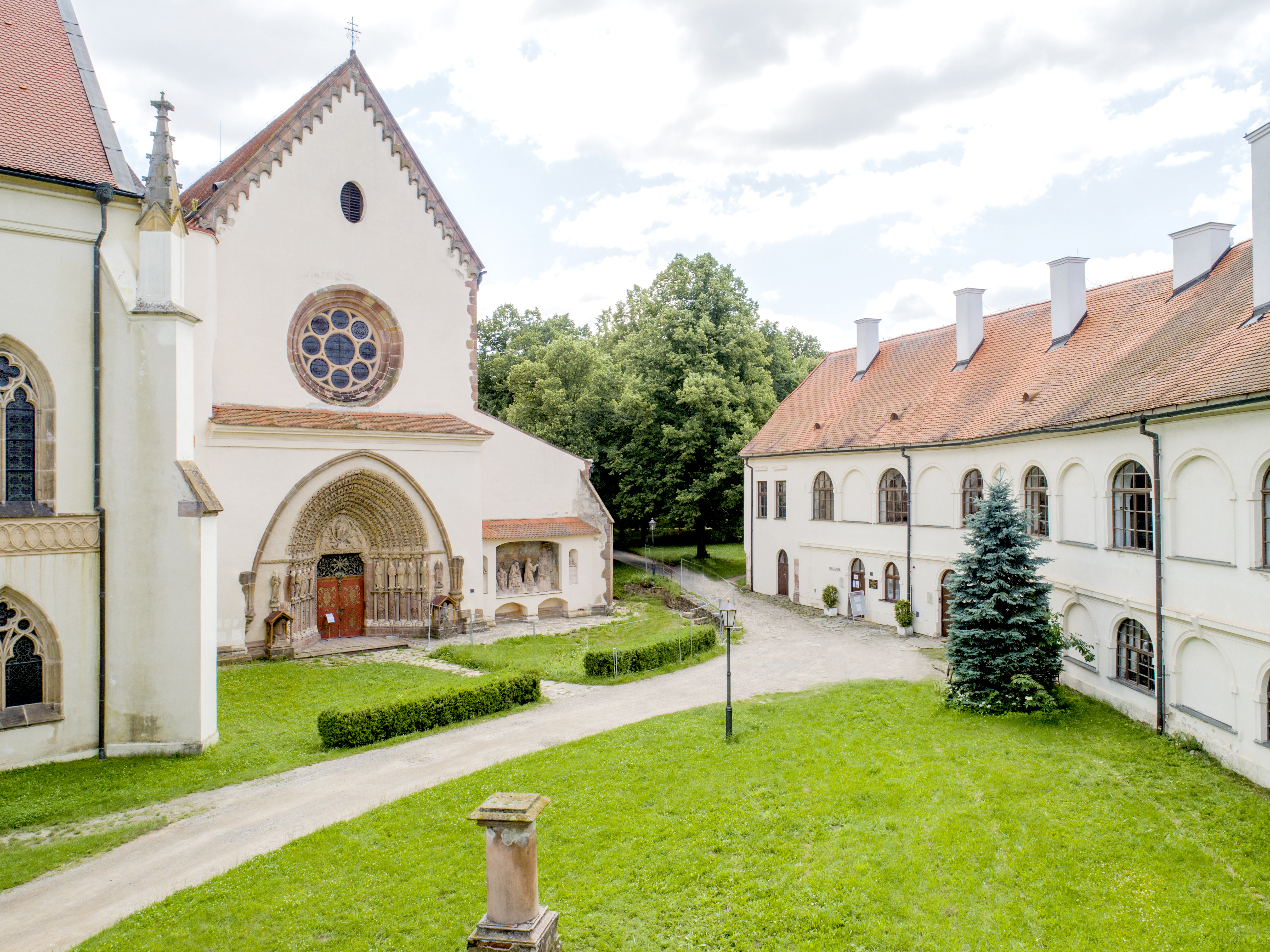
Podhorácké muzeum

## Podhorácké muzeum
Podhorácké muzeum sídlí v areálu v areálu cisterciáckého kláštera Porta Coeli v Předklášteří. Jsou zde stálé expozice Minerály na Tišnovsku, Měšťanský obytný interiér z přelomu 19. a 20. století a expozice Dějiny a současnost kláštera Porta Coeli.

## Vila Löw-Beer v Brně
Vila Löw-Beer v Brně je nejmladší pobočkou Muzea Brněnska. Dům na ulici Sadová (dnes Drobného) č. 22 si nechal v roce 1903 postavit brněnský průmyslník Moritz Fuhrmann. V letech 1913–1939 vila patřila Alfrédu Löw-Beerovi, židovskému velkoprůmyslníkovi a obchodníku s textilem, který věnoval na konci 20. let 20. století vedlejší část pozemku (při ulici Černopolní) své dceři Gretě. Ta zde společně s manželem Fritzem Tugendhatem vybudovala v letech 1929–1930 rodinný dům – stavbu moderní architektury vilu Tugendhat zapsanou na seznamu světového kulturního a přírodního dědictví UNESCO.
V letech 2013 až 2014 vila Löw-Beer prošla kompletní památkovou obnovou. Od roku 2016 je zde nainstalovaná nová muzejní expozice nazvaná Svět brněnské buržoazie mezi Löw-Beer a Tugendhat.